# Annon-In-Gelydh
En el universo imaginario de J. R. R. Tolkien y en las historias desarrolladas en El Silmarillion, Annon-In-Gelydh (la ‘puerta de los Noldor’) fue construida por el pueblo de Turgon cuando habitaban en Nevrast y era la entrada a una corriente de agua subterránea en las colinas occidentales de Dor-Lómin. Conducía a Cirith Ninniach (la ‘grieta del arcoíris’), el desfiladero que conducía a esa corriente que a su desembocadura en el Mar Occidental. 
Se trataba de un gran arco abovedado de piedra que conducía a un largo túnel y se llegaba a este descendiendo unos peldaños tallados en la roca; junto a ellos el río caía en una gran cascada, pero un sendero corría paralelo al mismo. Este túnel fue traspuesto por Tuor para llegar a Vinyamar para su encuentro con Ulmo.